# Eclissi solare del 25 dicembre 1954
L'eclissi solare del 25 dicembre 1954 è un evento astronomico che ha avuto luogo il suddetto giorno attorno alle ore 7.36 UTC.
L'eclissi, di tipo anulare, è stata visibile in alcune parti dell'Africa (Namibia e Sudafrica), dell'Asia (Indonesia) e dell'Oceano Indiano.
L'eclissi è durata 7 minuti e 39 secondi e l'ombra lunare sulla superficie terrestre ha raggiunto una larghezza di 262 km.
L'eclissi del 25 dicembre 1954 è stata la terza eclissi solare nel 1954 e la 12ª del XX secolo. 
La precedente eclissi solare si è verificata il 30 giugno 1954, la seguente il 20 giugno 1955.

## Percorso e visibilità
L'eclissi si è manifestata sulla superficie terrestre all'alba locale nell'Oceano Atlantico meridionale, a circa 680 chilometri a sud dell'isola di Sant'Elena; in seguito la pseudo umbra della luna si è spostata a sud-est, oltre l'estremità meridionale dell'Africa sud-occidentale (ora Namibia) sotto l'egida del Commonwealth.  
Entrando nell'Oceano Indiano a sud ha raggiunto la sua massima estensione a circa 810 chilometri a ovest dell'isola Amsterdam e gradualmente si è spostata a nord-est, coprendo infine parte dei territori australiani delle isole Ashmore e Cartier.  
Attraversando parti delle Piccole Isole della Sonda ha avuto termine nella parte sud-orientale del Mare di Banda tra le Piccole Isole della Sonda e l'arcipelago delle Molucche. 

## Eclissi correlate

### Eclissi 1953 - 1956
Questa eclissi è un membro di una serie semestrale. Un'eclissi in una serie semestrale di eclissi solari si ripete approssimativamente ogni 177 giorni e 4 ore (un semestre) a nodi alternati dell'orbita della Luna.

### Ciclo di Saros 131
L'evento fa parte del ciclo di Saros 131, che si ripete ogni 18 anni, 11 giorni, comprendente 70 eventi. La serie è iniziata con l'eclissi solare parziale il 1 ° agosto 1125.  
Comprende eclissi totali dal 27 marzo 1522 al 30 maggio 1612 ed eclissi ibride dal 10 giugno 1630 al 24 luglio 1702 ed eclissi anulari dal 4 agosto 1720 al 18 giugno 2243.  
La serie termina al membro 70 con un'eclissi parziale il 2 settembre 2369. La durata più lunga della totalità è stata di soli 58 secondi il 30 maggio 1612.  
Tutte le eclissi di questa serie si verificano nel nodo ascendente della Luna. 